# Вагинални секс
Вагинални секс је услов природног продужетка људи и многих врста животиња чије женке имају вагину. Подразумева продирање (пенетрацију) пениса у вагину. Циљ је ејакулација, односно избацивање семене течности у вагину. Захваљујући способности да се активно крећу, сперматозоиди треба да доспеју до јајовода, где ће оплодити јајну ћелију.

## Галерија
- Илустрација јахачке позе хетеросексуалног вагиналног секса између мушкарца и жене
- Илустрација псеће позе хетеросексуалног вагиналног секса између мушкарца и жене
- Фотографија псеће позе хетеросексуалног вагиналног парења између мужјака и женке ћубастог макакија
- Фотографија псеће позе хетеросексуалног вагиналног парења између мужјака и женке златног мајмуна